# U-18-Faustball-Europameisterschaft 2004
Die 5. Faustball-Europameisterschaft für männliche U18-Mannschaften fand am 17. und 18. Juli 2004 in Jona (Schweiz) zeitgleich mit der Europameisterschaft 2004 für weibliche U18-Mannschaften statt. Die Schweiz war zum dritten Mal Ausrichter der Faustball-Europameisterschaft der männlichen U18-Mannschaften.

## Vorrunde
Spielergebnisse
| Österreich  | – | Italien     | 1:2 | (20:14, 12:20, 15:20) |
| Deutschland | – | Dänemark    | 2:0 | (20:5, 20:5)          |
| Schweiz     | – | Deutschland | 0:2 | (10:20, 10:20)        |
| Österreich  | – | Dänemark    | 2:0 | (20:9, 20:8)          |
| Schweiz     | – | Österreich  | 2:1 | (16:20, 20:17, 21:19) |
| Italien     | – | Dänemark    | 2:0 | (20:8, 20:7)          |
| Schweiz     | – | Dänemark    | 2:0 | (20:10, 20:5)         |
| Deutschland | – | Italien     | 2:0 | (20:12, 20:8)         |
| Schweiz     | – | Italien     | 2:0 | (20:17, 20:9)         |
| Österreich  | – | Deutschland | 1:2 | (20:18, 11:20, 12:20) |

## Qualifikationsspiel für das Spiel um Platz 3
Der Vierte und der Fünfte der Vorrunde spielten um den Einzug für das Spiel um Platz 3.
| Österreich | - | Dänemark | 2:0 | (20:8, 20:10) |

## Halbfinale
Der Sieger der Vorrunde war direkt für das Finale qualifiziert, der Zweite und der Dritte spielten im Halbfinale um den Finaleinzug.
| Schweiz | - | Italien | 2:0 | (20:15, 20:16) |

## Finalspiele
| Spiel um Platz 3 | Spiel um Platz 3 | Spiel um Platz 3 | Spiel um Platz 3 | Spiel um Platz 3      | Spiel um Platz 3 |
| ---------------- | ---------------- | ---------------- | ---------------- | --------------------- | ---------------- |
| Italien          | –                | Österreich       | 0:2              | (20:22, 13:20)        |                  |
| Finale           |                  |                  |                  |                       |                  |
| Deutschland      | –                | Schweiz          | 1:2              | (17:20, 20:12, 20:22) |                  |

## Platzierungen
| Rang | Land        |
| ---- | ----------- |
| 1.   | Schweiz     |
| 2.   | Deutschland |
| 3.   | Österreich  |
| 4.   | Italien     |
| 5.   | Dänemark    |